# Raymond Robinson
Raymond Robinson (Johannesburg, 3 settembre 1929 – Somerset West, 4 gennaio 2018) è stato un pistard sudafricano.

## Palmarès

### Olimpiadi
- Argento a Helsinki 1952 nel tandem.
- Bronzo a Helsinki 1952 nel chilometro a cronometro.